# Piper minute-scabiosum
Piper minute-scabiosum är en pepparväxtart som beskrevs av William Trelease. Piper minute-scabiosum ingår i släktet Piper och familjen pepparväxter. Inga underarter finns listade i Catalogue of Life.